# Кампенський теологічний університет
Кампенський теологічний університет (нід. Theologische Universiteit Kampen van de Gereformeerde Kerken) — теологічний університет нідерландських реформатських церков, розташований у місті Кампен.
В університеті навчаються студенти на програмах бакалавра, магістра та доктора. Працює також міжнародна магістерська програма, де навчаються студенти в тому числі й з України.

## Історія
Історія університету розпочинається в 1854 році, коли у Кампені було створено теологічний заклад для підготовки служителів реформатських церков. В 1986 році заклад набув статусу університету після змін у системі освіти Нідерландів.